# Liste des ministres italiens des Affaires régionales
Cet article dresse la liste des ministres italiens chargés des Affaires régionales depuis la création du poste en 1970.
Le ministre actuel est Roberto Calderoli, nommé le 22 octobre 2022 par le président de la République Sergio Mattarella, sur proposition de la présidente du Conseil des ministres Giorgia Meloni.

## Liste des ministres
| Ministre (Naissance–Décès)                                            | Ministre (Naissance–Décès)     | Gouvernement                                                 | Parti | Parti       | Mandat            |
| --------------------------------------------------------------------- | ------------------------------ | ------------------------------------------------------------ | ----- | ----------- | ----------------- |
|                                                                       | Eugenio Gatto (1911-1981)      | 27 mars 1970 – 26 juin 1972 (2 ans, 2 mois et 30 jours)      |       | DC          | Rumor III         |
| Colombo                                                               | Eugenio Gatto (1911-1981)      | 27 mars 1970 – 26 juin 1972 (2 ans, 2 mois et 30 jours)      |       | DC          |                   |
| Andreotti I                                                           | Eugenio Gatto (1911-1981)      | 27 mars 1970 – 26 juin 1972 (2 ans, 2 mois et 30 jours)      |       | DC          |                   |
|                                                                       | Fiorentino Sullo (1921-2000)   | 26 juin 1972 – 8 juillet 1973 (1 an et 12 jours)             |       | DC          | Andreotti II      |
|                                                                       | Mario Toros (1922-2018)        | 8 juillet 1973 – 23 novembre 1974 (1 an, 4 mois et 15 jours) |       | DC          | Rumor IV·V        |
|                                                                       | Tommaso Morlino (1925-1983)    | 23 novembre 1974 – 30 juillet 1976 (1 an, 8 mois et 7 jours) |       | DC          | Rumor IV·V        |
| Poste non-pourvu                                                      |                                |                                                              |       |             |                   |
|                                                                       | Vincenzo Russo (1924-2005)     | 4 avril 1980 – 18 octobre 1980 (14 jours)                    |       | DC          | Cossiga II        |
|                                                                       | Roberto Mazzotta (1940)        | 18 octobre 1980 – 28 juin 1981 (8 mois et 10 jours)          |       | DC          | Forlani           |
|                                                                       | Aldo Aniasi (1921-2005)        | 28 juin 1981 – 1er décembre 1982 (1 an, 5 mois et 3 jours)   |       | PSI         | Craxi I·II        |
|                                                                       | Fabio Fabbri (1933)            | 1er décembre 1982 – 4 août 1983 (8 mois et 3 jours)          |       | PSI         | Fanfani V         |
|                                                                       | Pier Luigi Romita (1924-2003)  | 4 août 1983 – 30 juillet 1984 (11 mois et 26 jours)          |       | PSDI        | Craxi I           |
|                                                                       | Carlo Vizzini (1947)           | 30 juillet 1984 – 3 mars 1987 (2 ans, 8 mois et 19 jours)    |       | PSDI        | Craxi I·II        |
|                                                                       | Livio Paladin (1933-2000)      | 18 avril 1987 – 29 juillet 1987 (3 mois et 11 jours)         |       | Indépendant | Fanfani VI        |
|                                                                       | Aristide Gunnella (1931)       | 29 juillet 1987 – 13 avril 1988 (8 mois et 15 jours)         |       | PRI         | Goria             |
|                                                                       | Antonio Maccanico (1924-2013)  | 13 avril 1988 – 13 avril 1991 (3 ans)                        |       | PRI         | De Mita           |
| Andreotti VI                                                          | Antonio Maccanico (1924-2013)  | 13 avril 1988 – 13 avril 1991 (3 ans)                        |       | PRI         |                   |
|                                                                       | Mino Martinazzoli (1931-2011)  | 3 mai 1991 – juin 1992 (1 an, 1 mois et 25 jours)            |       | DC          | Andreotti VII     |
|                                                                       | Raffaele Costa (1936)          | 28 juin 1992 – 21 février 1993 (7 mois et 24 jours)          |       | PLI         | Amato I           |
|                                                                       | Gianfranco Ciaurro (1929-2000) | 21 février 1993 – 29 avril 1993 (2 mois et 8 jours)          |       | PLI         | Amato I           |
| Poste non-pourvu                                                      |                                |                                                              |       |             |                   |
|                                                                       | Giuliano Urbani (1937)         | 11 mai 1994 – 17 janvier 1995 (8 mois et 6 jours)            |       | FI          | Berlusconi I      |
|                                                                       | Franco Frattini (1957)         | 17 janvier 1995 – 18 mars 1996 (1 an, 2 mois et 1 jour)      |       | FI          | Dini              |
|                                                                       | Giovanni Motzo (1930-2002)     | 22 mars 1996 – 18 mai 1996 (1 mois et 26 jours)              |       | Indépendant | Dini              |
|                                                                       | Franco Bassanini (1940)        | 18 mai 1996 – 21 octobre 1998 (2 ans, 5 mois et 3 jours)     |       | PDS         | Prodi I           |
|                                                                       | Katia Bellillo (1951)          | 21 octobre 1998 – 26 avril 2000 (1 an, 6 mois et 5 jours)    |       | PdCI        | D'Alema I·II      |
|                                                                       | Agazio Loiero (1940)           | 26 avril 2000 – 11 juin 2001 (1 an, 1 mois et 16 jours)      |       | UDEUR       | Amato II          |
|                                                                       | Enrico La Loggia (1947)        | 11 juin 2001 – 17 mai 2006 (4 ans, 11 mois et 6 jours)       |       | FI          | Berlusconi II·III |
|                                                                       | Linda Lanzillotta (1948)       | 17 mai 2006 – 8 mai 2008 (1 an, 11 mois et 21 jours)         |       | DL / PD     | Prodi II          |
|                                                                       | Raffaele Fitto (1969)          | 8 mai 2008 – 16 novembre 2011 (3 ans, 6 mois et 8 jours)     |       | PDL         | Berlusconi IV     |
|                                                                       | Piero Gnudi (1938)             | 16 novembre 2011 – 28 avril 2013 (1 an, 5 mois et 12 jours)  |       | Indépendant | Monti             |
|                                                                       | Graziano Delrio (1960)         | 28 avril 2013 – 22 février 2014 (9 mois et 25 jours)         |       | PD          | Letta             |
|                                                                       | Maria Carmela Lanzetta (1955)  | 22 février 2014 – 30 janvier 2015 (11 mois et 8 jours)       |       | PD          | Renzi             |
| Poste non-pourvu                                                      |                                |                                                              |       |             |                   |
|                                                                       | Enrico Costa (1969)            | 29 janvier 2016 – 19 juillet 2017 (1 an, 5 mois et 20 jours) |       | NCD / AP    | Renzi             |
| Gentiloni                                                             | Enrico Costa (1969)            | 29 janvier 2016 – 19 juillet 2017 (1 an, 5 mois et 20 jours) |       | NCD / AP    |                   |
| Poste non-pourvu                                                      |                                |                                                              |       |             |                   |
|                                                                       | Erika Stefani (1971)           | 1er juin 2018 – 5 septembre 2019 (1 an, 3 mois et 4 jours)   |       | Lega        | Conte I           |
|                                                                       | Francesco Boccia (1968)        | 5 septembre 2019 – 13 février 2021 (1 an, 5 mois et 8 jours) |       | PD          | Conte II          |
|                                                                       | Mariastella Gelmini (1973)     | 13 février 2021 - 22 octobre 2022 (1 an, 8 mois et 9 jours)  |       | FI          | Draghi            |
|                                                                       | Roberto Calderoli (1956)       | depuis le 22 octobre 2022                                    |       | Lega        | Meloni            |
| Titres successifs : - Affaires régionales et Autonomies (depuis 2013) |                                |                                                              |       |             |                   |